# Superfast Ferries
Superfast Ferries (en grec : Σουπερφαστ, Souperfast) est une compagnie de navigation maritime grecque filiale du groupe Attica. Fondée en 1993 par Pericles et Alexander Panagopoulos, l'entreprise opère en mer Adriatique et assure le transport de passagers, de véhicules et de fret en car-ferry entre la Grèce et l'Italie. Superfast Ferries est connue pour avoir révolutionné les traversées Grèce-Italie dans les années 1990 en étant la première à mettre en service des ferries rapides de grandes dimensions capables d'atteindre des vitesses de plus de 27 nœuds, permettant de réduire considérablement la durée des rotations.  

## Histoire
En 1993, Pericles Panagopulos, fondateur du groupe grec Attica, et son fils Alexander, créent la compagnie Superfast Ferries. Leur ambition est d'exploiter des car-ferries à la pointe de la technologie entre la Grèce et l'Italie. À cette époque, les navires en service sur ces lignes sont pour la plupart d'anciens ferries de seconde main vieillissants. De plus, le contexte géopolitique tendu dans les Balkans en raison des guerres de Yougoslavie rend impossible tout déplacement en voiture dans cette région, conduisant à une augmentation croissante du nombre de passagers sur les lignes Grèce - Italie.
La compagnie commande alors aux chantiers allemands Schichau-Seebeckswerft ses deux premiers car-ferries baptisés Superfast I et Superfast II. Ces navires sont conçus pour transporter un grand nombre de passagers et de véhicules ainsi qu'une quantité élevée de fret, dont le trafic est lui aussi affecté par les conflits en Yougoslavie. 
Mais la caractéristique la plus importante réside dans le fait que ces navires sont prévus pour naviguer à des vitesses de plus de 27 nœuds. Ils combinent ainsi les dimensions et le confort d'un ferry et des vitesses avoisinant celles d'un NGV, ce qui permettrait de considérablement réduire le temps de traversée. Avant même leur livraison, Superfast fait déjà leur promotion dans toute la Grèce.
Superfast Ferries commence ses activités le 15 avril 1995 avec la mise en service du Superfast I sur la ligne Patras - Ancône. Avec son jumeaux le Superfast II, ils gagnent rapidement un succès phénoménal. Leur vitesse permet en effet de traverser la mer Adriatique en 20 heures au lieu de 35 jusqu'alors, ce que Superfast mettra en avant dans leurs campagnes publicitaires ayant pour slogan « deux jours de plus en vacances ».
L'arrivée de Superfast Ferries va alors entraîner une rude concurrence sur les lignes de l'Adriatique, notamment avec les compagnies Minoan Lines et ANEK Lines qui dominaient jusqu'à présent le marché. Minoan Lines sera la première à concurrencer Superfast sur le plan de la vitesse à partir de 1997. Afin de faire face, la compagnie fait construire une deuxième paire de navires plus imposants, les Superfast III et Superfast IV qui sont mis en service en 1998 entre Patras et Ancône. Leur arrivée permet le déplacement de la première paire sur une nouvelle ligne entre Patras - Igoumenítsa - Bari.

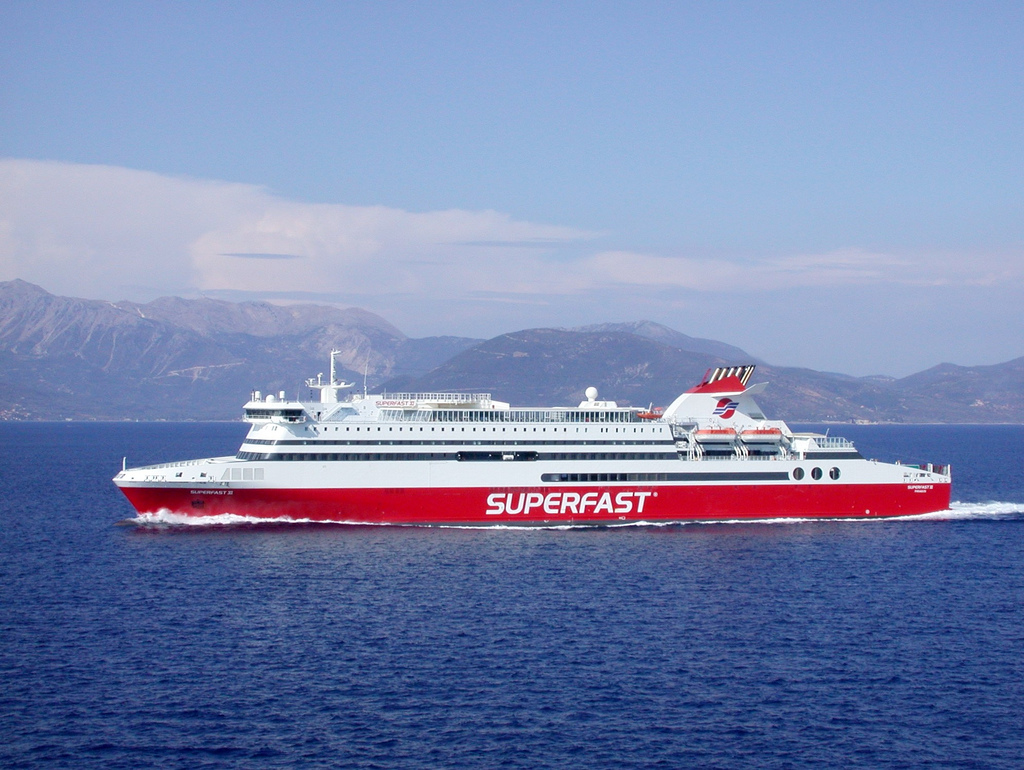
Le Superfast XI, dernier navire de grande capacité encore exploité par la compagnie.

La concurrence s'intensifiant, Superfast lance la construction d'une troisième paire plus imposante. Livrés en 2001, les nouveaux Superfast V et Superfast VI remplacent la deuxième paire qui est vendue à l'étranger. Les navires de la première paire sont également supplantés en 2002 par les Superfast XI et Superfast XII.
Parallèlement, Superfast décide de diversifier ses activités et d'ouvrir des lignes en Europe du Nord. À cet effet, quatre navires jumeaux baptisés Superfast VII, Superfast VIII, Superfast IX et Superfast X sont mis en service entre 2001 et 2002. La compagnie inaugure avec ces navires des lignes reliant la Belgique, l'Allemagne, le Royaume-Uni, la Suède et la Finlande.
Toutefois, malgré cette croissance, Superfast entame vers la fin des années 2000 une période de difficultés financières. Ses concurrents s'étant depuis dotés d'unités capables d'atteindre les mêmes vitesses que les navires de Superfast, le principal facteur du succès de la compagnie se standardise en mer Adriatique. 
En 2006, Superfast vend ses activités en Europe du Nord au groupe estonien Tallink pour 310 millions d'euros. Trois des navires sont vendus à la compagnie estonienne tandis que le quatrième est cédé à la SNCM.
Avec la crise des années 2010 touchant le marché des lignes de l'Adriatique, la compagnie réduit son secteur d'activité. Les imposants Superfast V et Superfast VI quittent la flotte respectivement en 2010 et 2013. La flotte passe de douze navires en 2002 à trois en 2018 avec la vente du Superfast XII. 
Depuis 2018, Superfast commercialise conjointement ses services en partenariat avec la compagnie ANEK Lines.

## Flotte

### Flotte actuelle
| Navire        | Pavillon | Type         | Construction | Entrée en flotte | Tonnage    | Longueur | Largeur | Capacité  | Capacité  | Capacité          | Vitesse    | Statut       |
| Navire        | Pavillon | Type         | Construction | Entrée en flotte | Tonnage    | Longueur | Largeur | Passagers | Véhicules | Remorques         | Vitesse    | Statut       |
| ------------- | -------- | ------------ | ------------ | ---------------- | ---------- | -------- | ------- | --------- | --------- | ----------------- | ---------- | ------------ |
| Superfast IV  |          | Ferry rapide | 2001         | 2025             | 32 694 UMS | 204 m    | 25,80 m | 1 850     | 654       | 90                | 27,5 nœuds | Hors service |
| Superfast III |          | Ferry rapide | 2000         | 2024             | 32 694 UMS | 204 m    | 25,80 m | 1 850     | 654       | 90                | 27,5 nœuds | En service   |
| Superfast XI  |          | Ferry rapide | 2002         | 2002             | 30 902 UMS | 199,90 m | 25 m    | 1 427     | 643       | 130               | 28,6 nœuds | En service   |
| Akka          |          | Ferry        | 2001         | 2025             | 36 468 UMS | 190,77 m | 29,50 m | 740       | 300       | 169               | 22 nœuds   | En service   |
| Ariadne       |          | Ferry        | 1996         | 2023             | 30 882 UMS | 195,95 m | 27 m    | 2 045     | 560       | 154               | 24 nœuds   | En service   |
| Lefka Ori     |          | Ferry        | 1987         | 2023             | 27 230 UMS | 187,13 m | 27 m    | 1 510     | 870       | 147               | 23,5 nœuds | En service   |
| Superfast II  |          | Navire mixte | 2009         | 2009             | 24 950 UMS | 199,14 m | 26,60 m | 1 000     | ?         | 2 623 m linéaires | 24 nœuds   | En service   |
| Superfast I   |          | Navire mixte | 2008         | 2008             | 24 950 UMS | 199,14 m | 26,60 m | 1 000     | ?         | 2 623 m linéaires | 24 nœuds   | En service   |

### Anciens navires
| Navire         | Pavillon | Type         | Construction | Période   | Tonnage    | Longueur | Largeur | Passagers | Véhicules         | Vitesse    | Statut |
| -------------- | -------- | ------------ | ------------ | --------- | ---------- | -------- | ------- | --------- | ----------------- | ---------- | --- |
| Superfast III  |          | Ferry rapide | 1998         | 1998-2002 | 29 067 UMS | 194,30 m | 25 m    | 1 400     | 1 000             | 28,5 nœuds | Navigue actuellement pour la compagnie australienne Spirit of Tasmania sous le nom de Spirit of Tasmania II. |
| Superfast IV   |          | Ferry rapide | 1998         | 1998-2002 | 29 067 UMS | 194,30 m | 25 m    | 1 400     | 1 000             | 28,5 nœuds | Navigue actuellement pour la compagnie australienne Spirit of Tasmania sous le nom de Spirit of Tasmania I. |
| Superfast II   |          | Ferry rapide | 1995         | 1995-2003 | 23 663 UMS | 173,70 m | 24 m    | 1 400     | 830               | 27,9 nœuds | Vendu à la compagnie australienne Spirit of Tasmania. Revendu en 2006 à la compagnie corse Corsica Ferries - Sardinia Ferries, navigue actuellement sous le nom de Mega Express Four.                                                                  |
| Superfast I    |          | Ferry rapide | 1995         | 1995-2004 | 23 663 UMS | 173,70 m | 24 m    | 1 400     | 830               | 27,9 nœuds | Vendu à Grimaldi Ferries. Revendu en 2008 à la compagnie polonaise Unity Line, navigue actuellement sous le nom de Skania. |
| Superfast VII  |          | Ferry rapide | 2001         | 2001-2007 | 29 800 UMS | 203,30 m | 25 m    | 717       | 480               | 28 nœuds   | Vendu à Tallink. Affrété à compter de 2011 par la compagnie Stena Line, racheté en 2017. |
| Superfast VIII |          | Ferry rapide | 2001         | 2001-2006 | 29 800 UMS | 203,30 m | 25 m    | 717       | 480               | 28 nœuds   | Vendu à Tallink. Affrété à compter de 2011 par la compagnie Stena Line, racheté en 2017. |
| Superfast IX   |          | Ferry rapide | 2002         | 2002-2006 | 29 800 UMS | 203,30 m | 25 m    | 717       | 480               | 28 nœuds   | Vendu à Tallink. Actuellement désarmé. |
| Superfast X    |          | Ferry rapide | 2002         | 2002-2007 | 29 800 UMS | 203,30 m | 25 m    | 717       | 480               | 28 nœuds   | A servi au sein de la SNCM de 2007 à 2008 sous le nom de Jean Nicoli. Revendu à SeaFrance en 2008 puis à DFDS Seaways en 2012 et enfin à Stena Line en 2014. Navigue actuellement pour le compte de Corsica Linea sous le nom de A Nepita depuis 2020. |
| Superfast V    |          | Ferry rapide | 2001         | 2001-2010 | 32 728 UMS | 203,90 m | 25 m    | 1 595     | 1 000             | 28,9 nœuds | A servi de 2010 à 2022 pour la compagnie bretonne Brittany Ferries sous le nom de Cap Finistère. Navigue depuis 2022 pour le compte de la compagnie italienne Grandi Navi Veloci sous le nom de GNV Spirit.                                            |
| Superfast VI   |          | Ferry rapide | 2001         | 2001-2013 | 32 728 UMS | 203,90 m | 25 m    | 1 595     | 1 000             | 28,9 nœuds | Navigue actuellement pour la compagnie italienne Grimaldi Lines sous le nom de Europa Palace. |
| Superfast XII  |          | Ferry rapide | 2002         | 2002-2018 | 30 902 UMS | 199,90 m | 25 m    | 1 427     | 643               | 28,6 nœuds | Navigue actuellement pour la compagnie italienne Grimaldi Lines sous le nom de Cruise Ausonia. |
| Asterion II    |          | Ferry        | 1991         | 2022-2024 | 31 084 UMS | 192,50 m | 27 m    | 1 020     | 840               | 24 nœuds   | Restitué à ANEK Lines. |
| AF Claudia     |          | Navire mixte | 2001         | 2024-2025 | 24 418 UMS | 186,49 m | 25,60 m | 1 000     | 2 100 m linéaires | 22,5 nœuds | Navigue actuellement pour le compte d’Africa Morocco Link |

## Lignes desservies
| Ligne                                  | Navires                     |
| -------------------------------------- | --------------------------- |
| Patras - Igoumenitsa - Corfou - Ancône | Superfast XI                |
| Patras - Igoumenitsa - Corfou - Bari   | Superfast I et Superfast II |